# Tux Paint
Tux Paint és un editor d'imatges de mapa de bits de codi obert (un programa per crear i processar imatges de mapa de bits) destinat a nens d'entre 3 i 12 anys. Tux Paint combina una interfície senzilla, amb divertits efectes de so. El projecte fou iniciat el 2002 per William J Kendrick que continua mantenint-lo i millorant-lo, amb l'ajuda de nombrosos voluntaris. Escrit en C, empra biblioteques auxiliars lliures i es publica sota llicència GPL. Es vist com a alternativa de programari lliure a un producte de programari educatiu comercial similar, Kid pix.

## Visió de conjunt
Tux Paint va crear-se inicialment per al sistema operatiu de Linux, ja que no hi havia cap programa de dibuix adequat per a nens disponible per a Linux en aquella època. Està escrit en el llenguatge de programació C i utilitza diverses biblioteques de codi font obert, incloent-hi la SDL (Simple DirectMedia Layer).

## Característiques
Tux Paint no és un programari d'edició de gràfics típic (com GIMP o Photoshop), ja que està dissenyat per ser utilitzable per nens a partir de 3 anys. Amb una interfície d'usuari intuïtiva, icones, efectes de so i text per ajudar a explicar com funciona el programari. La interfície, els efectes de so i la mascota de dibuixos animats (Tux, el pingüí de Linux) estan dissenyats pensant en els nens.

### Eines de dibuix
Com la majoria de les eines de d'edició de gràfics, Tux Paint inclou brotxes, goma d'esborrar, i eines per dibuixar línies, formes poligonals i text. També proporciona varis nivells de desfer i refer.
Així mateix inclou una bona quantitat de filtres i efectes especials que es poden aplicar al dibuix, com difuminar, esvair, fer que el dibuix sembli com pintat amb guixos, etc. Estan disponibles sota l'eina «Magic». A partir de la versió 0.9.18 estan en forma de Plug-in, es carreguen en l'engegada del programa i estan programats en una API en C creada expressament, d'aquesta manera qualsevol pot programar nous filtres i afegir-los al Tux Paint.

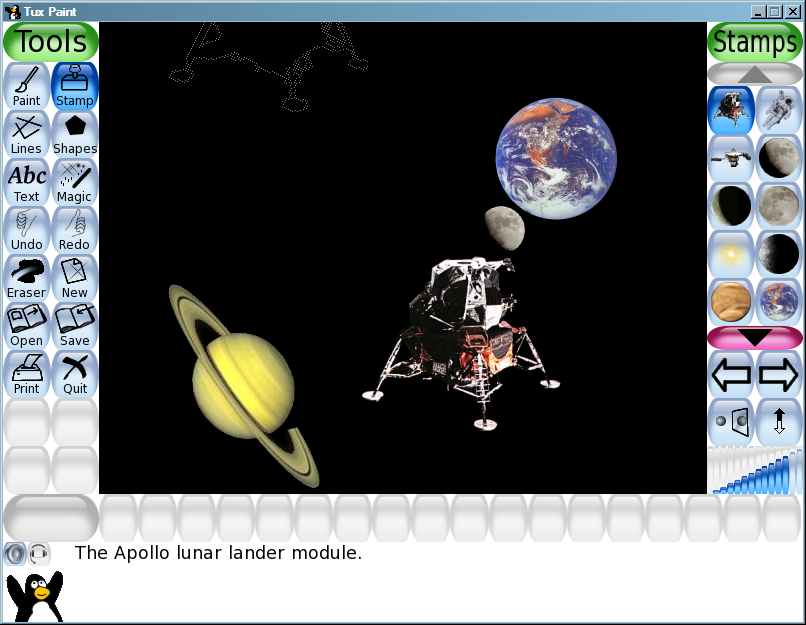
Una escena de l'espai feta amb l'eina «Segells»

També hi ha disponible una àmplia col·lecció d'imatges disponibles sota llicències que permeten la redistribució i que poden ser inserides en el dibuix amb l'eina «Segells». A data de gener de 2019 hi ha més de 1000 imatges disponibles.

### Altres característiques
A mesura que s'ha afegit característiques noves al Tux Paint, també s'ha anat afegint opcions de configuració que permeten als pares i professors activar-les o desactivar-les per ajustar-se millor a les necessitats dels seus nens o estudiants.
El Tux Paint s'ha traduït a més de 100 llenguatges, Els efectes de so també es poden localitzar i els sons descriptius dels segells també es poden traduir.
Per desar o obrir no cal escriure el nom del fitxer ni designar el directori, a l'usuari se'l presenta una col·lecció de miniatures entre les quals triar.

## Versions
| Versió     | Llançament             | Comentaris                                                                  |
| ---------- | ---------------------- | --------------------------------------------------------------------------- |
| 2002.06.16 | 16 de juny de 2002     | Llançament inicial (pinzells, segells, línies, goma d'esborrar).            |
| 2002.06.30 | 30 de juny de 2002     | Primeres eines màgiques afegides (difuminat, blocs, negatiu).               |
| 2002.07.31 | 31 de juliol de 2002   | Suport de localització afegit.                                              |
| 0.9.11     | 17 de juny de 2003     | Suport de dreta a esquerra, suport UTF-8 per a l'eina Text.                 |
| 0.9.14     | 12 d'octubre de 2004   | Tux Paint Config. eina de configuració alliberada, suport d'imatge d'inici. |
| 0.9.16     | 21 d'octubre de 2006   | Presentació de diapositives, pinzells animats i direccionals.               |
| 0.9.17     | 1 de juliol de 2007    | Suport arbitrari de mida i orientació de pantalla, suport SVG.              |
| 0.9.18     | 21 de novembre de 2007 | Eines màgiques convertdies en connectors, representació de text Pango.      |
| 0.9.23     | 1 de setembre de 2018  |                                                                             |
| 0.9.25     | 30 de desembre de 2020 | Possibilitat de crear GIFs animats.                                         |
| 0.9.26     | 28 de juny de 2021     | L'eina per a emplenar s'amplia amb els gradients tant lineals com radials.  |
| 0.9.27     | 26 de novembre de 2022 | Noves eines i nous pinzells.                                                |